# Taperuçu-de-mento-branco
O taperuçu-de-mento-branco (nome científico: Cypseloides cryptus) é uma espécie de ave pertencente à família dos apodídeos. Pode ser encontrada em Belize, Colômbia, Costa Rica, Equador, Guiana, Honduras, México, Nicarágua, Panamá, Peru e Venezuela. É de possível ocorrência no Brasil. Seus naturais habitats são florestas de planície ou de altitude.